# ノルウェーの首相
ノルウェーの首相（ノルウェー語: statsminister）は、ノルウェー王国の政府の長。

## 概要
首相と内閣は、ノルウェー国王とストーティング（議会）に対して責任を負う。
ノルウェーでは1814年5月17日に採択されたノルウェー憲法が施行されている。
ノルウェーの首相は、他の欧州の国と違い、ストーティングを解散し解散総選挙するよう国王に提言する権利（事実上の解散権）を持たない。首相がストーティングの信頼を失った場合、総辞職しなければならない。